# Тарасівка (Брасовський район)
Тарасівка (рос. Тарасовка, стара назва — Тарасова Гута) — присілок у Брасовському районі Брянської області Росії. Входить до складу муніципального утворення Крупецьке сільське поселення.
Населення — 7 осіб.

## Історія
Згадується з XVIII століття як слобода в складі Трубчевського повіту, колишнє палацове володіння. Входив до парафії села Кокоревка.
З 1861 по 1924 рік — у складі Краснослобідської волості Трубчевського повіту. У 1924 році разом з усією волостю переданий до Севського повіту, і в тому ж році, після розформування Краснослобідської волості, включений в Брасовську волость.
З 1929 року в Брасовському районі. З 1920-х рр. до 1962 року входив у Шемякінську сільраду.

## Населення
За найновішими даними, населення — 7 осіб (2013).
У минулому чисельність мешканців була такою:
| Роки      | 1866 | 1897 | 1926 | 1979 | 1989 | 2002 | 2010 |
| --------- | ---- | ---- | ---- | ---- | ---- | ---- | ---- |
| Населення | 426  | 632  | 901  | 264  | 167  | 73   | 28   |